# Monti Dabie
I monti Dabie (cinese: 大别山; pinyin: Dabie Shan; romanizzazione Wade-Giles: Ta-pieh Shan), noti anche come monti Ta-pieh, sono una catena montuosa della Cina centrale. 
Allineati approssimativamente lungo un asse nord-ovest/sud-est, i monti Dabie formano lo spartiacque tra il corso superiore dello Huai e lo Yangtze e segnano inoltre il confine tra la provincia dello Hubei a sud e le province di Henan e Anhui a nord e a est. Il nome «monti Dabie» si riferisce per la precisione solamente al più elevato settore sud-orientale della catena lungo il confine Anhui-Hubei, ma il termine è spesso utilizzato per indicare anche le alture del settore nord-occidentale, a ovest di Guangshui (nello Hubei), quelle che più precisamente vanno sotto il nome di monti Tongbai. L'insieme costituito da queste catene viene talvolta indicato in Occidente come monti Huaiyang.
L'altitudine media della metà occidentale della catena è solamente di 300–400 m, e solo pochi picchi all'estremità occidentale della catena raggiungono i 900 m. L'estremità sud-orientale della catena, i monti Dabie propriamente detti, forma una barriera molto più complessa e formidabile, superando i 1000 m di altezza. La vetta più alta, il monte Huo, raggiunge i 1774 m, e varie altre cime superano i 1500 m. In questo punto tre creste montuose si spingono nella pianura dello Huai e si congiungono ai monti Huayang, che formano lo spartiacque di basse colline tra il corso superiore dello Huai e lo Yangtze.
L'area presenta una struttura complessa. I monti Dabie, procedendo da nord-ovest a sud-est, rappresentano il prolungamento orientale dei monti Qin (o Tsinling). Le catene sud-orientali si collegano alle maggiori formazioni dell'area a sud dello Yangtze. Le sollecitazioni tettoniche tra questi blocchi montuosi sottopongono l'area a frequenti terremoti.
Il complesso dei Dabie è ancora ricoperto in gran parte da foreste e produce grandi quantità di legname e bambù. Il gran numero di querce e querce da sughero fanno della regione la principale produttrice di sughero della Cina. Nell'area, inoltre, crescono grandi quantità di piante da tè di alta qualità. L'agricoltura è per lo più limitata alle valli e ai piccoli bacini montani.
La principale rotta attraverso i monti Dabie veri e propri va da Macheng (nello Hubei) a Huangchuan nella valle dello Huai (nello Henan). Più a ovest la ferrovia e l'autostrada principali a sud di Wuhan attraversano passi relativamente agevoli.